# Государственный институт речевой культуры
Государственный институт речевой культуры (ГИРК), в документах также Научно-исследовательский институт речевой культуры — научное учреждение в области филологических наук, существовавшее в Ленинграде в 1930—1933 годах.

## История
Образован летом 1930 года на основе ИЛЯЗВ решением Наркомпроса. В результате реорганизации значительно сократился штат института (осталось 55 штатных сотрудников, 43 внештатных, 25 аспирантов), на смену ушедшим академикам и профессорам (Е. Ф. Карский, В. Н. Перетц, В. Н. Бенешевич, О. А. Добиаш-Рождественская, Б. М. Ляпунов, В. М. Алексеев, И. Ю. Крачковский, Ф. И. Щербатской, Б. Я. Владимирцев) пришли партийные кадры. Поменялось помещение — из ректорского флигеля ЛГУ институт переехал в здание Института агитации. Директором остался Н. С. Державин.
Уже в конце 1930 года в институте состоялась кадровая чистка, которую провёл учёный секретарь Л. П. Якубинский с помощью бригады рабочих с подшефного завода «Вулкан».
В 1933 году институт был ликвидирован, а на основе его языкового сектора создан Ленинградский научно-исследовательский институт языкознания.

## Структура
- секторы:
  - методологии лингвистики (под руководством сначала Марра, а затем Якубинского)
  - методологии литературоведения (В. А. Десницкий)
  - научно-практический (В. М. Крепс)
  - подготовки (Державин)
- кабинеты:
  - справочно-библиографический (Н. Я. Берковский)
  - общего языковедения(Э. А. Лемберг)
  - литературной и деловой речи (Якубинский)
  - социальной диалектологии (В. М. Жирмунский)
  - методологии литературоведения (Н. В. Яковлев)
  - сравнительной истории языка и литературы (М. К. Клеман)
  - русской литературы, социологической поэтики и лаборатории прикладной речи (Крепс)
  - физиологии речи (С. М. Доброгаев)
  - Некрасовский музей